# 灰呆足贝
灰呆足贝（学名：Blasicrura hirundo）又稱大熊宝螺（Cypraea hirundo），是中腹足目宝螺科呆足贝属的一种。主要分布于中国大陆，常栖息在低潮线。